# 大通り

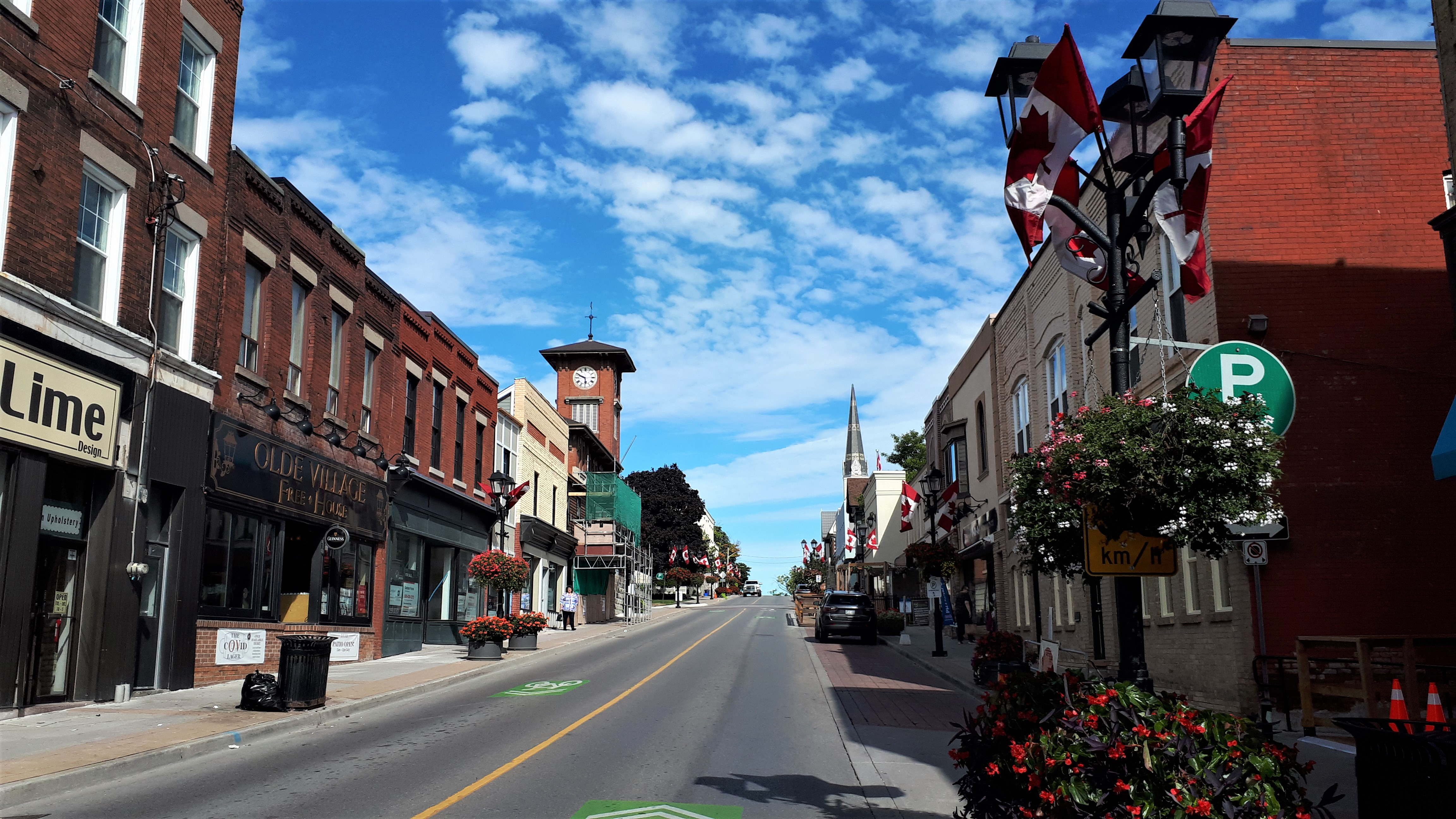
大通り・ニューマーケット（オンタリオ州）・カナダ

大通り、大通（おおどおり）とは、街の中心部を貫くその街の中心となる通りのことである。都市部では交通の基軸となるため、多くの自動車が往来できるようその道幅は広く取られている。地方部では商店街などを大通りと称している場合がある。大通りの中でも、最も人通りが多く中心的な通りのことを目抜き通りと言う。

## 概要
欧米圏ではアヴェニュー、ストリート、 ブールバール （ブールバード） など、漢字圏では路 （大路）、大道、大街 などが大通りを意味する言葉として使われる。

## 目抜き通り
大通りのうちでもっとも主要な道路 （目抜き通り） を指す言葉は、地域によって多様である。
たとえば、『メインストリート』・『メーンストリート』（アメリカ合衆国、カナダ、アイルランド、スコットランドの一部） 、『フロントストリート』 （ジャマイカ、イギリス北東部、カナダの一部） 、『フォアストリート』 （コーンウォール） があるが、イギリスでは『ハイ・ストリート』・『マーケットストリート』・『マーケットプレイス』とも呼ばれる。香港では 『正街』 （Ching Kai） あるいは『大街』 （Tai Kai） が、「大通り」の意味で用いられる。

## 日本の主要大通り

### 北海道地区
札幌市
大通、札幌駅前通、創成川通、石山通、北1条通、南1条通
旭川市
買物公園通
函館市
大門通
苫小牧市
駅前通
室蘭市
海岸通、札幌通
釧路市
北大通、雄鉄線通、共栄大通、新橋大通、鳥取大通、桜ヶ岡富士見通、久寿里橋通、旭橋通、愛国北園通
帯広市
平原通、大通、弥生新道、東大通、青葉通、西5条通
北見市
中央通
網走市
南中央通
小樽市
境町通
夕張市
キネマ通（本町商店街通）
砂川市
柳通

### 東北地区
秋田市
中央通り、広小路
仙台市
宮城野通、青葉通、東二番丁通、定禅寺通、広瀬通、駅前通、愛宕上杉通、秋保通、勾当台通、宮城の萩大通、泉ヶ岳通、卸町通、産業道路、仙台バイパス
福島市
平和通り
郡山市
昭和通り、さくら通り、駅前大通り

### 関東地区
水戸市
黄門大通り
宇都宮市
大通り、いちょう通り、鬼怒通り、桜通り
前橋市
立川町大通り
さいたま市
旧中山道、県庁通り、大宮中央通り、与野中央通り
東京都23区
新宿通り、青山通り、明治通り、表参道、中央通り、昭和通り
武蔵野市
吉祥寺通り
川崎市
川崎大通り
横浜市
日本大通、大通り公園、元町、伊勢佐木町通り、馬車道、みなとみらい大通り、国際大通り、末吉大通り
鎌倉市
若宮大路、由比ガ浜大通り
相模原市
光が丘大通り、さがみ夢大通り
横須賀市
追浜大通り、横須賀中央駅前大通り

### 中部地区
新潟市
柾谷小路、東大通
富山市
城址大通り
金沢市
片町通り、百万石通り
長野市
長野中央通り、長野大通り、昭和通り
名古屋市
金城ふ頭線、名駅通、江川線、伏見通、大津通、久屋大通、空港線、瀬戸街道、出来町通、外堀通、桜通、錦通、太閤通、広小路通、東山通、若宮大通、大須通、飯田街道、山王通、八熊通、東海通、名四国道、環状2号、山手グリーンロード、環状線

### 近畿地区
京都市
烏丸通、御池通、北大路通、西大路通、東大路通、堀川通、四条通、五条通、河原町通
大阪市
新なにわ筋、なにわ筋、御堂筋、谷町筋、曽根崎通、中央大通、長堀通、千日前通
堺市
大道筋、フェニックス通
神戸市
フラワーロード、トアロード、海岸通
姫路市
大手前通り
奈良市
大宮通り（登大路）、三条通り
和歌山市
けやき大通り

### 中国地区
岡山市
桃太郎大通り
広島市
相生通り、平和大通り

### 四国地区
高松市
中央通り

### 九州地区
福岡市
渡辺通り、大博通り
北九州市
平和通り、勝山通り
熊本市
通町筋、電車通り、平成大通り、産業道路
宮崎市
橘通り
鹿児島市
ナポリ通り、パース通り、みなと大通り、電車通り

### 沖縄地区
那覇市
国際通り

## 世界の主要大通り

### アジア
中華民国（台湾）
中山北路、市民大道、辛亥路、仁愛路、忠孝東路（台北）
中華人民共和国
長安街（北京）、南京東路（上海）、中山路 & 人民路（大連）
インド
Rajpath（ニューデリー）
シンガポール
オーチャード・ロード

### アフリカ
エジプト
タハリール広場（カイロ）
南アフリカ
チャーチ・スクエア（ヨハネスブルグ）

### 北アメリカ
アメリカ合衆国
ペンシルベニア大通り（ワシントンD.C.）、5番街 （ニューヨーク）、ブロードウェイ（同）

### 南アメリカ
ブラジル
リオ・ブランコ通り（リオデジャネイロ）

### オセアニア
オーストラリア
マックォリー・ストリート（シドニー）

### ヨーロッパ
イギリス
オックスフォード・ストリート（ロンドン）
フランス
シャンゼリゼ通り（パリ）
ドイツ
ウンター・デン・リンデン（ベルリン）
ウクライナ
フレシチャーティク（キエフ）
ロシア
トゥヴェルスカヤ通り（モスクワ）、ネフスキー大通り（サンクトペテルスブルク）、スヴェトランスカヤ通り（ウラジオストク）